# برنت هاوغن
برنت هاوغن (بالنرويجية البوكمول: Bernt Haugen)‏ هو لاعب كرة قدم نرويجي في مركز الدفاع، ولد في 18 ديسمبر 1965. لعب مع نادي ستابك.

## وصلات خارجية
- برنت هاوغن على موقع اتحاد النرويج (النرويجية)